# Carl Radle
Carl Dean Radle (* 18. Juni 1942 in Tulsa, Oklahoma; † 30. Mai 1980) war ein US-amerikanischer Bassist, und langjähriger Mitmusiker von Eric Clapton, der mit einigen der erfolgreichsten Künstler der 1960er und 1970er auf der Bühne und im Studio zusammengearbeitet hat.

## Leben
Radle ist für seine lange Zusammenarbeit mit Eric Clapton bekannt, beginnend 1969 mit Delaney and Bonnie and Friends sowie 1970 mit Derek and the Dominos. Er war in der Folge an allen Soloalben Claptons bis 1979 beteiligt und war zwischen 1974 und 1979 zusammen mit Dick Sims und Jamie Oldaker eines der Stammmitglieder dessen Liveband. In dieser Zeit war Radle nicht nur Bassist, sondern war auch gelegentlich als Arrangeur tätig (u. a. Motherless Children). Auf No Reason to Cry ist er als Mitproduzent genannt.
Durch Clapton kam auch seine Mitwirkung an George Harrisons Konzert für Bangladesh zustande. Neben der Zusammenarbeit mit Clapton spielte Radle auch auf Aufnahmen von Dave Mason, J. J. Cale, George Harrison, Joe Cocker sowie Buddy Guy
Radle verstarb 1980 im Alter von 37 Jahren an einer Niereninfektion.